# John Ogdon
John Andrew Howard Ogdon (27 de gener de 1937 — 1 d'agost del 1989) va ser un pianista i compositor anglès.

## Carrera
Va néixer a Mansfield Woodhouse (Nottinghamshire) i va assistir a la Manchester Grammar School abans d'estudiar al Royal Northern College of Music entre 1953 i 1957, entre els seus companys d'estudis a la classe de Richard Hall hi havien Harrison Birtwistle, Alexander Goehr, Elgar Howarth i Peter Maxwell Davies. Junts van formar la New Music Manchester, un grup dedicat a la interpretació de música serial i altres obres modernes. El seu tutor allà va ser Claus Biggs. En acabar els seus estudis universitaris encara va rebre classes de Gordon Green, Denis Matthews, Myra Hess, i Egon Petri a Basilea. Va guanyar el primer premi al Concurs Liszt de Londres al 1961 i va consolidar la seva reputació internacional guanyant un altre primer premi al Concurs Tchaikovsky de Moscou al 1962, juntament amb Vladimir Ashkenazy.
Ogdon era capaç de tocar la majoria de les peces a primera vista i va memoritzar una gran varietat d'obres. Va pretendre gravar les obres completes de Sergei Rachmaninov, un assoliment que hauria constituït uns 6 CDs, però sols va poder gravar la mitat d'elles. Les gravacions van ser editades al 2001. Va gravar les deu sonates d'Alexander Scriabin al principi de la seva carrera. Ogdon també va ser un exponent formidable de les obres de Charles-Valentin Alkan i Ferruccio Busonio. En un repertori més familiar va revelar una profunda sensibilitat musical, sempre recolzat per una tècnica col·losal. També va gravar vàries obres per a dos pianos amb la seva dona, Brenda Lucas, també coneguda com a Brenda Lucas Ogdon.
El 2 de febrer del 1969 va fer la seva primera interpretació moderna de l'Allegro de Concert, Op. 46, d'Edward Elgar a la televisió britànica. La peça no havia sigut publicada mai i el manuscrit es creia perdut, però va aparèixer al 1968. Ogdon i Diana McVeigh van desenvolupar una versió interpretable de la peça a partir del manuscrit d'Elgar, que estava ple de correccions, esborraments i afegits. Entre 1976 i 1980 Ogdon va ser catedràtic de piano a la Universitat d'Indiana. Va completar quatre extenses gires per Sud Àfrica amb una acollida entusiàstica entre 1968 i 1974 i va dedicar una composició al seu organitzador, Hans Adler.
Les seves composicions sumen més de 200 i inclouen quatre òperes, dues gran obres per orquestra, tres cantates, cançons, música de cambra, una quantitat substancial de música per a piano i dos concerts per a piano. La seva música per a piano inclou unes 50 transcripcions de compositors tan diversos com Igor Stravinsky, Palestrina, Wolfgang Amadeus Mozart, Erik Satie i Richard Wagner. També va arranjar per al piano temes de Cole Porter, Jerome Kern i George Gershwin, i va escriure sonates sense acompanyament per a violí, flauta i violoncel. Va projectar una simfonia amb les obres de Herman Melville i una òpera còmica, però van ser inacabades. Els manuscrits originals de moltes de les composicions de John Ogdon es troben a la llibreria del Royal Northern College of Music.

## Col·lapse
La salut d'Ogdon era bona i tenia una constitució física forta, com recordava sovint la seva esposa a la seva biografia. Recordat com un "gegant bondadós" i conegut i adorat per la seva amabilitat i generositat, tenia una energia tremenda. Però al 1973 una discussió de negocis quotidiana va disgustar-lo més de l'habitual i de sobte va sofrir un greu col·lapse que va fer canviar, ocasionalment, la seva personalitat completament. La seva malaltia va ser diagnosticada inicialment com a esquizofrènia, però va ser canviada a depressió maníaca, avui anomenada desordre bipolar. Aquesta condició pot ser va ser heretada del seu pare, que va sofrir diversos episodis psicòtics i un col·lapse mental. Ogdan va passar algun temps a l'Hospital Maudsley de Londres, i en general va necessitar més cures de les disponibles al estar de gira. No obstant, va mantindre aparentment tres hores diàries de pràctica al piano de l'hospital. Al 1983, al sortir de l'hospital, va tocar a la inauguració del Royal Concert Hall de Nottingham. Al 1988 va fer un enregistrament en 5 CDs d'Opus clavicembalisticum de Kaikhosru Shapurji Sorabji. Va morir l'agost del 1989 de pneumònia, provocada per una diabetis no diagnosticada.

## Llegat
La seva dona Brenda, juntament amb el escriptor Michael Kerr, va escriure una biografia de la seva vida amb ell al 1981, i va publicar una segona edició al 1989, poc abans de la seva mort. Una altra biografia escrita per Charles Beauclerk va ser publicada el març de 2014.
A Virtuoso, una pel·lícula de la BBC basada en la seva vida a partir en la biografia de la seva dona, Ogdon va ser interpretat per Alfred Molina, que va guanyar el premi al millor actor de la Royal Television Society per la seva interpretació. La producció va interpretar la malaltia de Ogdon com a depressió maníaca en lloc d'esquizofrènia, ja que va respondre molt millor al tractament per a la primera condició. Brenda Ogdon també recordava haver sigut informada de que el seu obsessiu treball musical podia ser interpretat com un símptoma de depressió maníaca. El juny de 2014 John Ogdon: Living with Genius, un documental d'una hora, es va retransmetre per la BBC Four, amb la dona de Ogdon i els seus fills Richard i Annabel explicant la seva història personal per primera vegada.